# 刘儒 (东汉)
劉儒（？年—169年），字叔林，東郡陽平縣（今山東省莘縣）人。東漢八廚之一。

## 生平
郭泰曾說劉儒不善於言談，但頭腦清醒、明事理且有人品高尚。舉孝廉，因成績優秀舉高第，升任侍中。漢桓帝時，常常發生災異，漢桓帝下詔征求直言，劉儒上疏十條，極言朝廷得失，忠心為國，說辭懇切。漢桓帝沒有採納，後來被任命為任城相。不久，任議郎。
建寧二年（公元169年），大長秋曹節向官吏奏報：「結黨的人有前司空虞放、李膺、杜密、朱寓、荀翌、翟超、劉儒、范滂等人，請把他們交給州郡官府審問。」當時，漢靈帝十四歲，問曹節說：「什麼是結黨？」曹節說：「互相結黨，就是黨人。」漢靈帝又問：「黨人有何罪，非要誅殺？」曹節說：「都是些互相推舉之人，有不軌的意圖。」漢靈帝問：「怎樣的不軌？」曹節回答說：「欲圖社稷。」於是漢靈帝批奏。劉儒因此下獄、自殺。

度尚、張邈、王孝、劉儒、胡母班、秦周、蕃向、王章八人，人稱八廚，即能不惜家財，救助有難的人。
| 東漢八廚 | 张邈 · 度尚 · 王考 · 劉儒 · 秦周 · 蕃向 · 王章 · 胡毋班 |

## 延伸阅读
[在维基数据编辑]
 《後漢書/卷67》，出自范晔《後漢書》